# Lystra
Genre
Lystra est un genre d'insectes de l'ordre des hémiptères, de la famille des Fulgoridae et de la sous-famille des Lystrinae.

## Dénomination
- Le genre a été décrit par l'entomologiste danois Johan Christian Fabricius en 1803[1].
- L'espèce type pour le genre est Lystra lanata (Linné, 1758).

### Synonymie
- Listra (Fabricius, 1803) mauvaise typographie de Lystra Fabricius, 1803 dans Goldfuss (1820)
- Lystia (Fabricius, 1803) mauvaise typographie de Lystra Fabricius, 1803 dans Monte (1932)[2]

## Taxinomie
Liste des espèces :
- Lystra crocea (Walker, 1851)
- Lystra lanata (Linné, 1758)   espèce type
- Lystra pulverulenta (Olivier, 1791)
- Lystra rufigutta (Walker, 1858)
- Lystra striatula (Fabricius, 1794)
- Lystra terebrifera (Walker, 1851)

## Répartition
- Mexique et Nord-Est de l’Amérique du Sud.

### Articles liés
- Fulgoridae
- Lystrinae